# Томмазо Берні
Томмазо Берні (італ. Tommaso Berni, нар. 6 березня 1983, Флоренція) — італійський футболіст, воротар.
Грав за молодіжну збірну Італії. Володар Суперкубка Італії з футболу. 

## Клубна кар'єра
Народився 6 березня 1983 року в місті Флоренція. Вихованець юнацьких команд футбольних клубів «Фіорентина» та «Інтернаціонале».
2000 року почав включатися до складу основної команди «Інтера», проте в офіційних матчах у її складі на поле не виходив. 
2001 року перейшов до англійського «Вімблдона», де провів два роки, також жодного разу не вийшовши на поле.
У 2003 року повернувся до Італії, уклавши контракт з представником Серії B «Тернаної». У цій команді нарешті отримав свій перший досвід офіційних матчів, а з 2004 року став основним воротарем клубу.
Своєю грою за останню команду привернув увагу представників тренерського штабу клубу «Лаціо», до складу якого приєднався 2006 року. У римському клубі став одним з резервних голкіперів, протягом наступних 2,5 років лише двічі виходив на поле у складі його головної команди.
Першу половину 2009 року провів в оренді у друголіговому клубі «Салернітана», після чого повернувся до резерву «Лаціо».
Протягом 2011—2014 років захищав кольори клубів «Брага», «Сампдорія» та «Торіно», у жодній з цих команд не став основним воротарем.
До складу «Інтернаціонале» повернувся 2014 року, ставши разом з аргентинцем Хуаном Пабло Каррісо резервистом словенця Саміра Хандановича.

## Виступи за збірні
1999 року дебютував у складі юнацької збірної Італії, взяв участь у 15 іграх на юнацькому рівні.
Протягом 2002–2003 років залучався до складу молодіжної збірної Італії. На молодіжному рівні зіграв у 12 офіційних матчах, пропустив 2 голи.

## Статистика виступів

### Статистика клубних виступів
| Сезон               | Команда             | Чемпіонат           | Чемпіонат | Чемпіонат | Національний кубок | Національний кубок | Національний кубок | Континентальні кубки | Континентальні кубки | Континентальні кубки | Інші змагання | Інші змагання | Інші змагання | Усього | Усього |
| Сезон               | Команда             | Ліга                | Ігор      | Голів     | Ліга               | Ігор               | Голів              | Ліга                 | Ігор                 | Голів                | Ліга          | Ігор          | Голів         | Ігор   | Голів  |
| ------------------- | ------------------- | ------------------- | --------- | --------- | ------------------ | ------------------ | ------------------ | -------------------- | -------------------- | -------------------- | ------------- | ------------- | ------------- | ------ | ------ |
| 2000–01             | «Інтер»             | A                   | 0         | -0        | КІ                 | 0                  | -0                 | ЛЧ+КУЄФА             | 0                    | -0                   | СКІ           | 0             | -0            | 0      | -0     |
| 2001–02             | «Вімблдон»          | ЧФЛ                 | 0         | -0        |                    | -                  | -                  | -                    | -                    | -                    | -             | -             | -             | 0      | -0     |
| 2002–03             | «Вімблдон»          | ЧФЛ                 | 0         | -0        |                    | -                  | -                  | -                    | -                    | -                    | -             | -             | -             | 0      | -0     |
| 2003–04             | «Тернана»           | B                   | 9         | -7        | КІ                 | 0                  | -0                 | -                    | -                    | -                    | -             | -             | -             | 9      | -7     |
| 2004–05             | «Тернана»           | B                   | 36        | -44       | КІ                 | 3                  | -5                 | -                    | -                    | -                    | -             | -             | -             | 39     | -49    |
| 2005–06             | «Тернана»           | B                   | 37        | -49       | КІ                 | 2                  | -1                 | -                    | -                    | -                    | -             | -             | -             | 39     | -50    |
| Усього за «Тернану» | Усього за «Тернану» | Усього за «Тернану» | 82        | -100      |                    | 5                  | -6                 |                      |                      |                      |               |               |               | 87     | -106   |
| 2006–07             | «Лаціо»             | A                   | 2         | -2        | КІ                 | 0                  | -0                 | -                    | -                    | -                    | -             | -             | -             | 2      | -2     |
| 2007–08             | «Лаціо»             | A                   | 0         | -0        | КІ                 | 0                  | -0                 | ЛЧ                   | 0                    | -0                   | -             | -             | -             | 0      | -0     |
| 2008–09             | «Лаціо»             | A                   | 0         | -0        | КІ                 | 0                  | -0                 |                      | -                    | -                    | -             | -             | -             | 0      | -0     |
| січ.-чер. 2009      | «Салернітана»       | B                   | 16        | -21       | КІ                 | -                  | -                  | -                    | -                    | -                    | -             | -             | -             | 16     | -21    |
| 2009–10             | «Лаціо»             | A                   | 2         | -2        | КІ                 | 0                  | -0                 | ЛЄ                   | 0                    | -0                   | СКІ           | 0             | -0            | 2      | -2     |
| 2010–11             | «Лаціо»             | A                   | 2         | -1        | КІ                 | 3                  | -2                 | -                    | -                    | -                    | -             | -             | -             | 5      | -3     |
| Усього за «Лаціо»   | Усього за «Лаціо»   | Усього за «Лаціо»   | 6         | -5        |                    | 3                  | -2                 |                      | 0                    | -0                   |               | 0             | -0            | 9      | -7     |
| 2011–12             | «Брага»             | ПЛ                  | 1         | -0        | КП+КПЛ             | 2+2                | -3+; -0            | ЛЄ                   | -                    | -                    | -             | -             | -             | 5      | -3     |
| 2012–13             | «Сампдорія»         | A                   | 3         | -5        | КІ                 | 0                  | -0                 | -                    | -                    | -                    | -             | -             | -             | 3      | -5     |
| 2013–14             | «Торіно»            | A                   | 0         | -0        | КІ                 | 0                  | -0                 | -                    | -                    | -                    | -             | -             | -             | 0      | -0     |
| 2014–15             | «Інтер»             | A                   | 0         | -0        | КІ                 | 0                  | -0                 | ЛЄ                   | 0                    | -0                   | -             | -             | -             | 0      | -0     |
| Усього за «Інтер»   | Усього за «Інтер»   | Усього за «Інтер»   | 0         | -0        |                    | 0                  | -0                 |                      | 0                    | -0                   |               |               |               | 0      | -0     |
| Усього за кар'єру   | Усього за кар'єру   | Усього за кар'єру   | 108       | -131      |                    | 12                 | -11                |                      | 0                    | -0                   |               | 0             | -0            | 120    | -142   |

## Титули і досягнення
- Володар Суперкубка Італії з футболу (1):

«Лаціо»:  2009